# Hawker Tempest
Pour les articles homonymes, voir Tempest.
Ne doit pas être confondu avec BAE Systems Tempest.
Le Hawker Tempest est un chasseur-bombardier de la Seconde Guerre mondiale, construit au Royaume-Uni par Hawker Aircraft Limited.

## Caractéristiques
Cet appareil construit par Hawker succède au Hawker Hurricane et au Hawker Typhoon. Son moteur est un Napier Sabre de 24 cylindres en H à soupapes flottantes, capable de développer selon les versions utilisées sur cet appareil jusqu'à 3 500 chevaux. L'ingénieur en chef Sydney Camm qui le dessina après le Hurricane, se basa sur le Typhoon, avion d'assaut à la lourde charge offensive, solide, massif et présentant une aile de forte épaisseur.
Le Tempest V voit le jour en seulement six mois. Son fuselage est agrandi d'un mètre pour y accueillir 400 litres d'essence supplémentaires à 130 d'octane. Il possède une hélice quadripale de 4 mètres de diamètre et un train d'atterrissage oléopneumatique de 5 mètres de voie, pour accroître sa stabilité au sol. Des pneus de petite taille sont développés par Dunlop afin de pouvoir les loger dans les ailes. Ses ailes à écoulement laminaire sont si fines, que des canons spéciaux raccourcis Hispano-Suiza type V sont spécifiquement développés pour ce modèle. Son poste de pilotage minuscule est disposé plus en arrière et une bulle en plastique transparent est utilisée pour augmenter la visibilité. Les volets sont retravaillés pour accroître la stabilité à l'atterrissage qui se fait à 200 km/h. Des réservoirs supplémentaires aérodynamiques spéciaux sont conçus pour le Tempest.
Le Tempest  avec le moteur Napier Sabre IIC offre des performances inégalées parmi l'inventaire des avions alliés de la Seconde Guerre mondiale :
- À mille mètres avec deux réservoirs supplémentaires de 250 l chacun, à un tiers de sa puissance, c'est-à-dire 950 ch il  atteint  540 km/h au badin, soit une vitesse réelle de 580 km/h.
- En croisière rapide à demi-puissance (1 425 ch)  sans réservoir supplémentaire, il  atteint  640 km/h au badin, soit une vitesse réelle de 690 km/h.
- Vitesse maximale en palier à 13 livres de boost à l'admission et 3850 tours : 735 à 745 km/h au badin, soit une vitesse réelle de 760 km/h à 5 000 mètres.
- Aux deux altitudes de rétablissement, on frisait les 800 km/h.
- En surpuissance (emergency) on peut monter la puissance à 3 000 ch et 4000 tours, la vitesse atteint près de 820 km/h. En piqué à 5 000 m, le Tempest atteint les 800 km/h.  En survitesse, au cours de la guerre il est le seul appareil des alliés à atteindre une vitesse transsonique, soit 1 100 à 1 200 km/h.
- Son rayon d'action militaire est de 800 km avec 1 800 l d'essence et quatre canons de 20 mm alimentés de 800 obus au total (soit une vingtaine de secondes de feu). Le rayon d'action peut atteindre 1 320 km à 337 km/h et 1 524 m d'altitude[2].

## Engagements

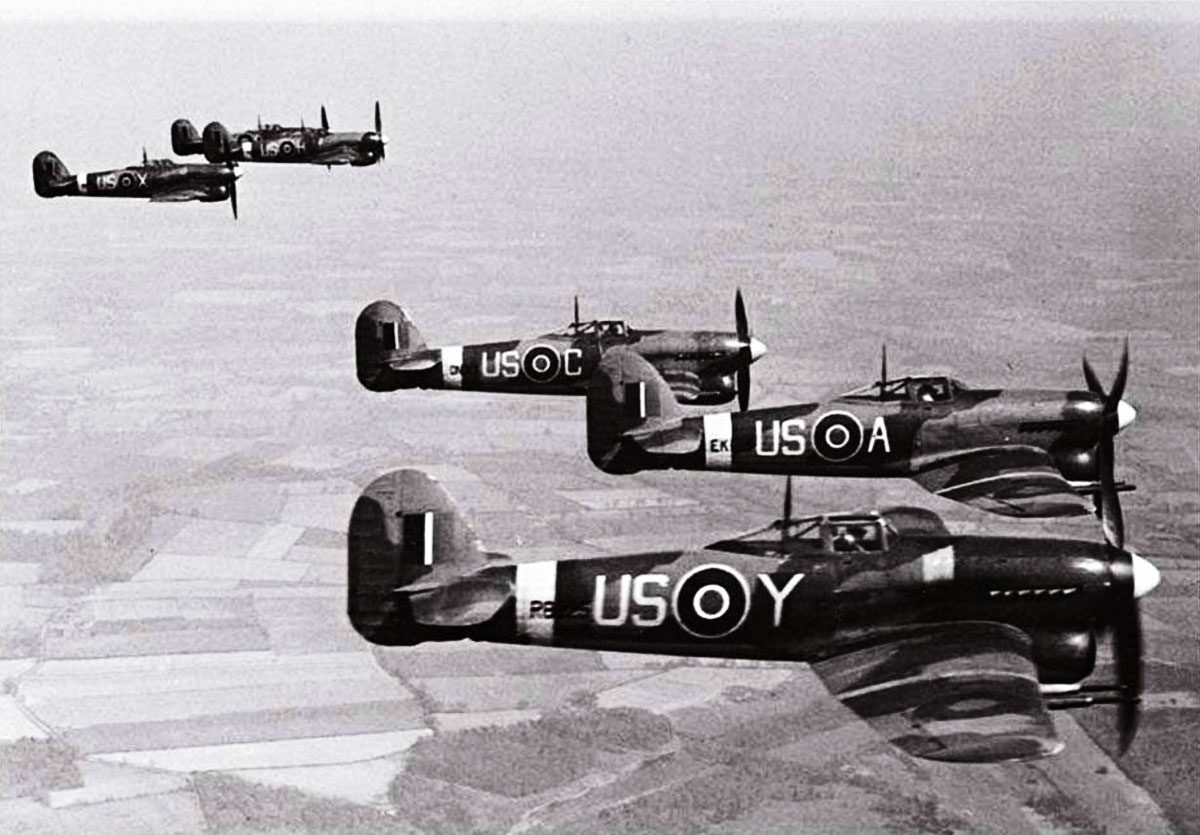
Hawker Tempest Mk V de la RAF 56th Squadron

Initialement, le Tempest était destiné à la chasse aux bombes volantes V1 qui menaçaient Londres, et seuls les escadrons 3 et 56 de la RAF (Royal Air Force) avaient été équipés et lancés en hâte, en juin 1944. Le Tempest était le seul avion allié à pouvoir prendre en chasse et détruire un V1 en volant en ligne pour le rattraper et afin se positionner derrière lui pour l'abattre. Près de 900 V1 furent ainsi détruits  en pleine mer par les Tempest. Les P-47, P-51 et Spitfire devaient effectuer un piqué pour atteindre une vitesse suffisante pour prendre en chasse le V1 ce qui diminuait leurs chances de succès alors que les Tempest  pouvaient croiser à mi-puissance, accélérer à la vue d'un V1, prendre position sans hâte et tirer. Malheureusement son lancement à la hâte fut une source de problèmes, son moteur sans soupapes était peu fiable (des ennuis de lubrification avec chutes verticales de la pression d'huile, des infiltrations de gaz carbonique dans le cockpit) et ne consommait que de l'essence à haut indice d'octane (150 au minimum).  « Le plus grave était l'accumulation de vapeurs d'essence et d'huile dans la prise d'air du carburateur où le moindre retour provoquait l'incendie à bord, suivi parfois très rapidement de l'explosion en l'air de l'appareil » . 

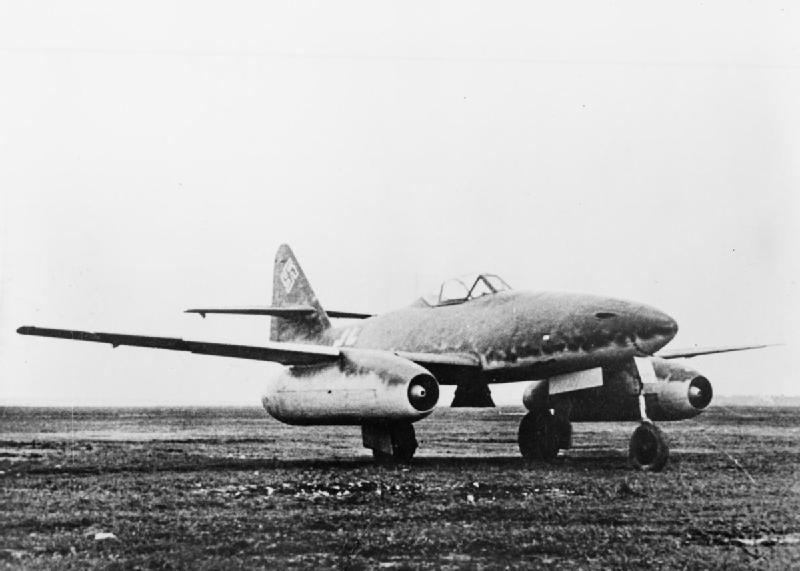
Messerschmitt Me 262 en 1944

En 1944, les raids américains battaient leur plein, mais la Luftwaffe était équipée de nouveaux appareils comme le Focke-Wulf 190 D9, capable de voler à 700 km/h et équipé de deux mitrailleuses de 13 mm, de deux canons de 20 mm et parfois même d'un canon de 30 mm dans le moteur, ainsi que des Messerschmitt 262 et le Heinkel 162 qui étaient des chasseurs à réaction. Ces avions étaient présents à chaque raid et infligeaient de lourdes pertes (à la suite du désastre du raid du 15 août 1944, le général Eaker fit un rapport spécial après la destruction des Boeing B-17 qui conduisit à l'arrêt de toute activité pendant deux à trois semaines pour la 8th Air Force). De plus, l'enfouissement de ses usines permettait à l'Allemagne de garder voire d'augmenter sa production.

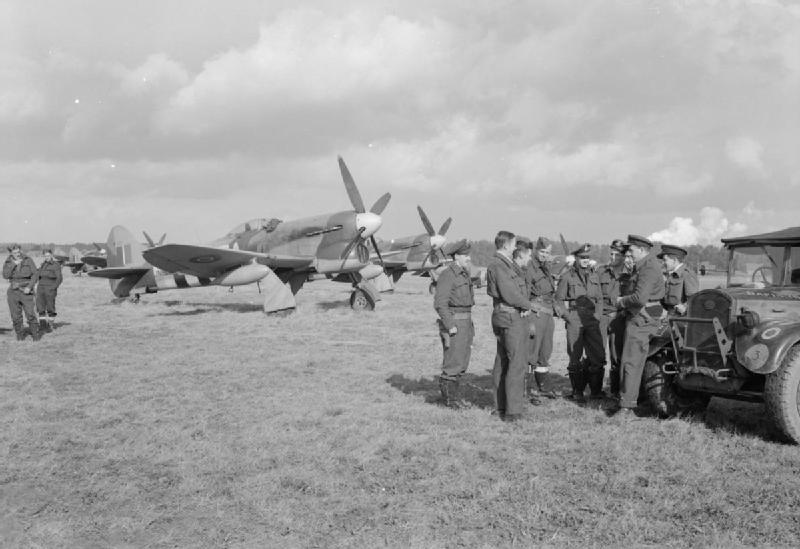
Hawker Tempest Mark V de l'escadron No. 486 RNZAF à Grimbergen, Belgique

Pour remédier à cette situation, l'escadre 122 de la RAF fut envoyée en Hollande sur l'aéroport de Volkel avec des Tempest. Cette escadre était une unité d'élite à laquelle seuls les pilotes les plus expérimentés ayant déjà effectué un tour d'opérations pouvaient accéder. Cinq squadrons formaient le 122.
Les principales missions du Tempest étaient la neutralisation de la Luftwaffe, particulièrement de ses avions à réaction, et le blocage de tout trafic ferroviaire. Il excellait dans l'attaque au sol grâce à ses canons et à sa grande résistance aux dégâts. Les résultats parlèrent d'eux-mêmes : en deux semaines d'opération, 23 chasseurs allemands, dont trois à réaction, furent abattus, et 89 locomotives mitraillées. Mais les pertes étaient élevées : 21 Tempest descendus.
Le 1er janvier 1945, les Allemands lancèrent l'opération Bodenplatte qui visait à mitrailler le maximum d'avions alliés au sol. Celle-ci fut un échec car les pertes subies,  supérieures à celles des alliés, donnèrent le coup de grâce à la Luftwaffe. La Luftwaffe perdit 300 avions et 236 pilotes, prisonniers, blessés, tués ou disparus, parmi lesquels des pilotes de grande expérience, vétérans irremplaçables. On estime que les alliés perdirent quant à eux environ 300 avions détruits et entre 180 et 200 avions endommagés. Les pertes humaines du côté allié ne furent « que » de 43 tués et 135 blessés. Le wing 122, qui fut l'un des miraculés de cette opération, dut tenir seul la ligne pendant une semaine. En six jours, dix pilotes furent tués et vingt avions abattus.
Jusqu'à la fin de la guerre il n'y eut qu'une seule escadre équipée de Tempest : la 122.
Score de la 122 à la fin de la guerre :
- 391 avions détruits, 27 probables et 275 endommagés ;
- 638 bombes volantes V1 entre le 13 juin et le 5 septembre 1944[4](sur un total de 1 846 V1 détruits par les avions de la Royal Air Force)[5] ;
- 1 615 camions ;
- 78 locomotives détruites et 1 079 endommagées.

La 122 a réalisé 60 % des attaques de locomotives et est la seconde escadrille au plus grand nombre de victoires contre des avions. Pierre Clostermann, premier as français, a inscrit 12 de ses 33 victoires (homologuées par la RAF) à bord d'un Tempest.

## Variantes

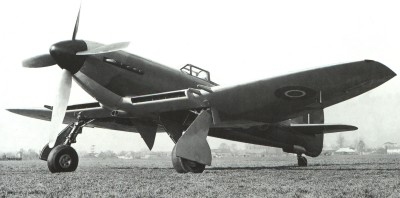
Tempest Mk.I

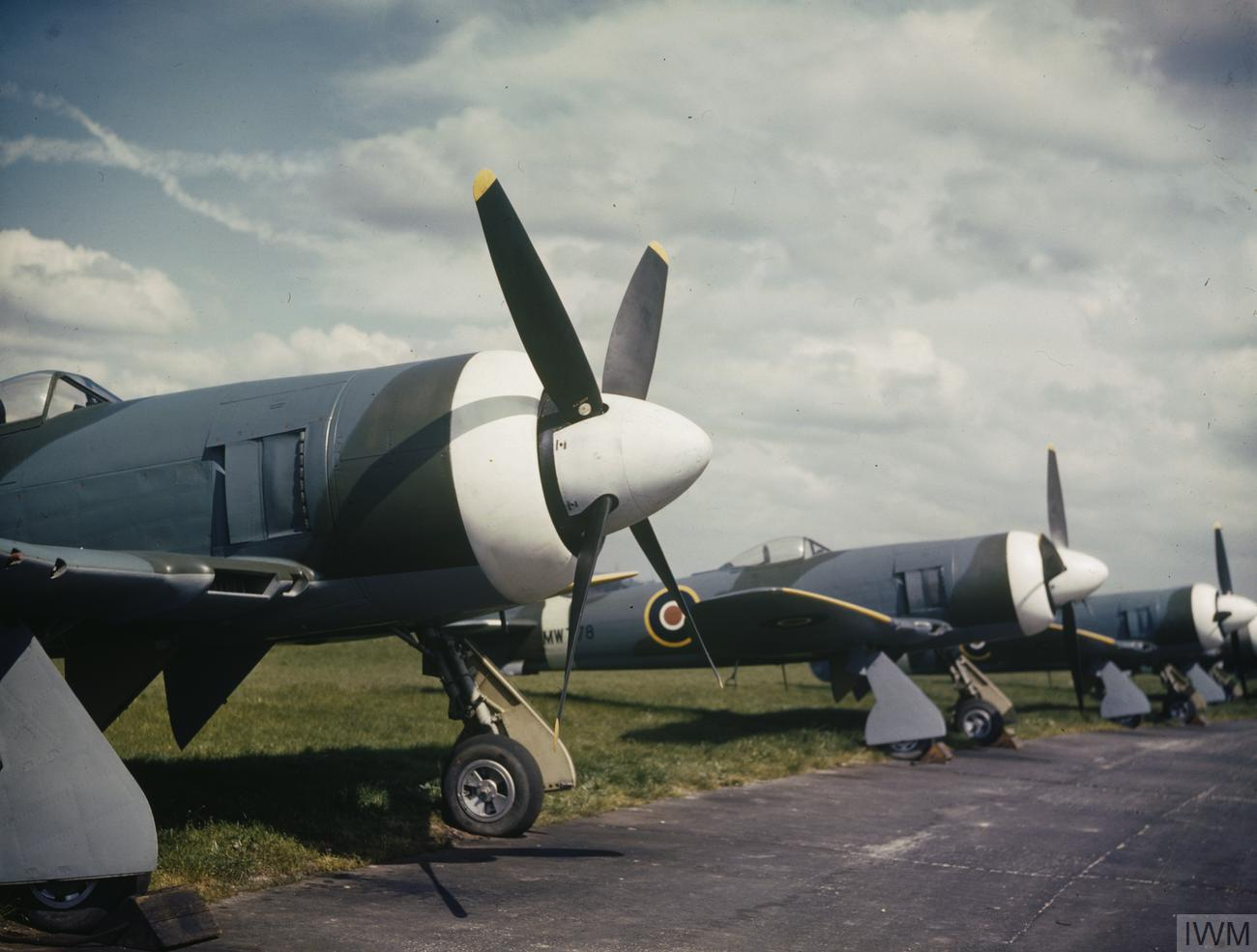
Hawker Tempest Mk II à moteur Centaurus

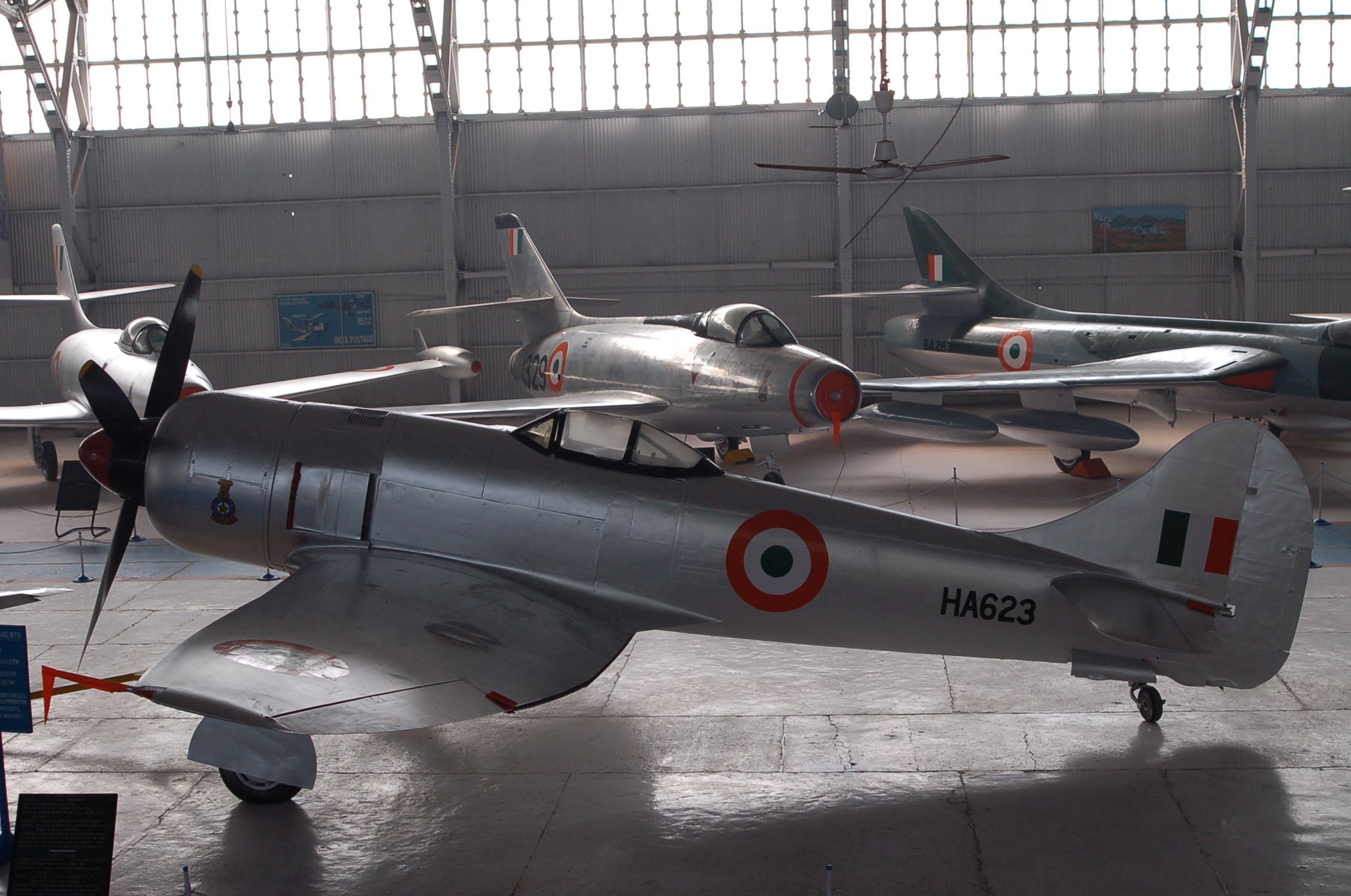
Hawker Tempest FB Mk II Indien

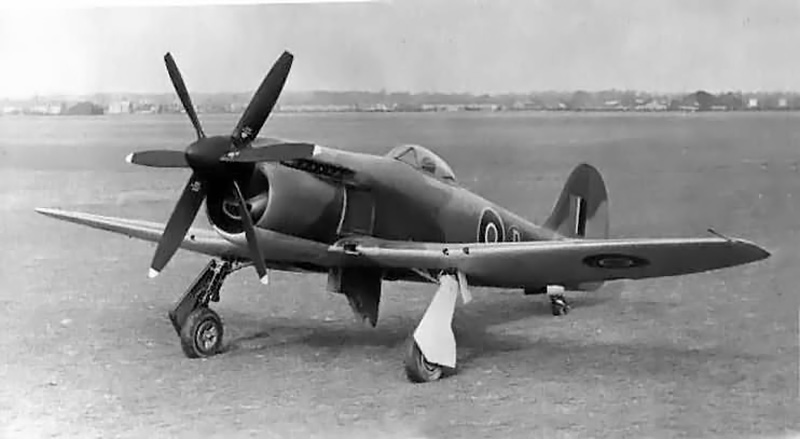
Hawker Tempest Mk III doté du moteur Griffon

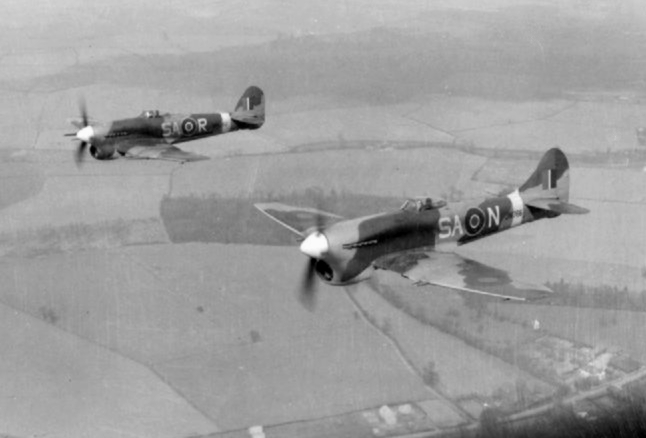
Typhoon Mk.IB et Tempest Mk.V néo-zélandais en 1944.

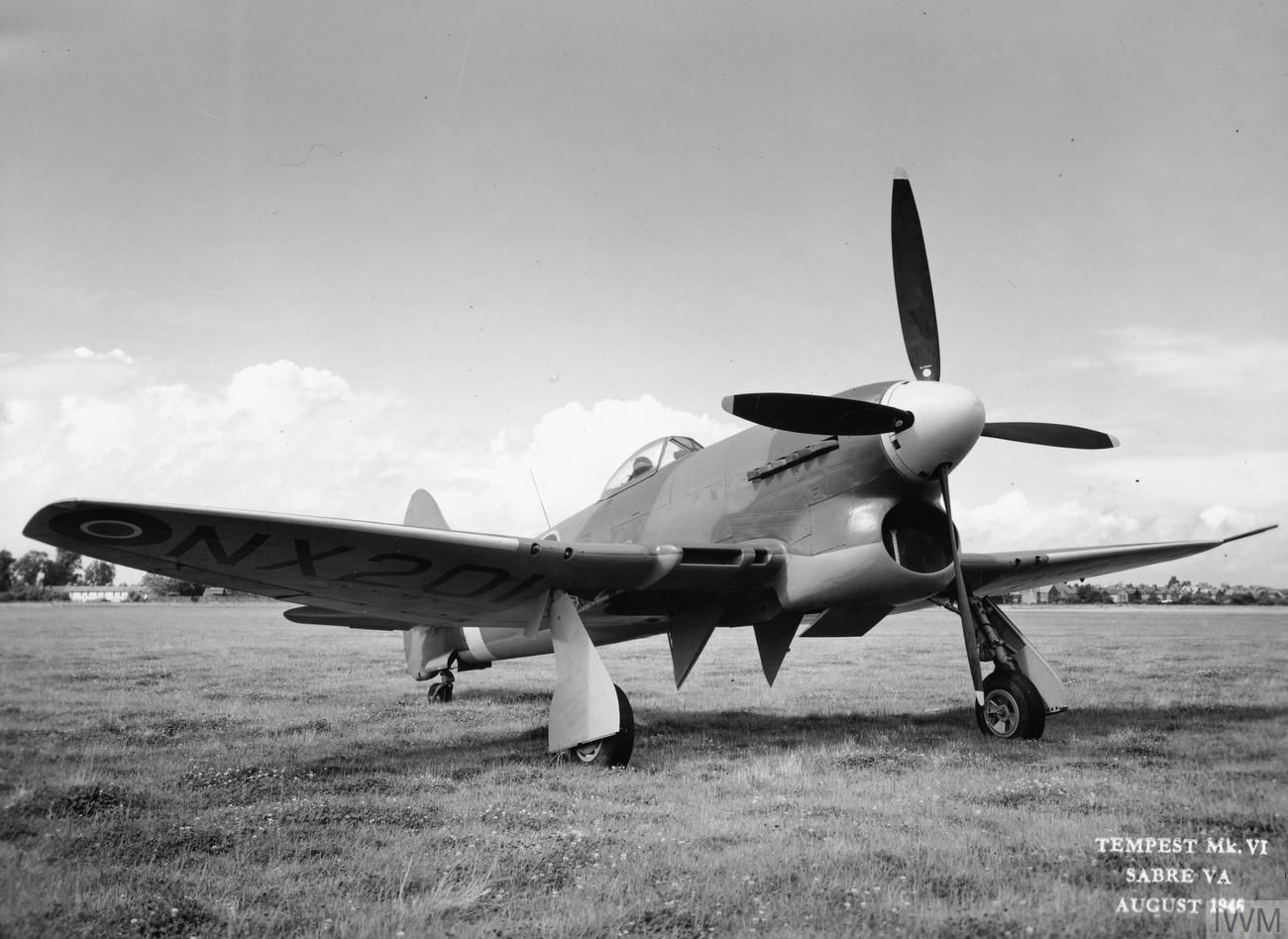
Hawker Tempest Mk VI doté du moteur Sabre V

- Typhoon Mk.II  : Premier nom du Tempest avant d'être renommé "Tempest" en novembre 1941.
- Tempest Mk.V : 100 exemplaires avec canons hispano HS404 Mk.II et 705 exemplaires avec canons Mk.V. Moteur Napier Sabre II. Le premier prototype (HM595) vola pour la première fois à Langley le 2 septembre 1942. Le premier Tempest V de série (JN729) effectue son premier vol en juin 1943.
- Tempest Mk.I : Prototype doté d'un moteur Sabre IV avec radiateurs dans les ailes (1 exemplaire N° HM599). Premier vol le 24 février 1943.
- Tempest Mk.II : 2 prototypes et présérie (36 construit par Bristol et 100 par Hawker). Version équipée du moteur en étoile Bristol Centaurus, 1er vol le 28 Juin 1943. Cette version, plus sûre que les Mk.V à moteur Sabre, n'a vu le jour qu'après la Seconde Guerre mondiale, malgré les réclamations des différents chefs d'unités du Wing 122 pour les obtenir dès que possible.
- Tempest FB Mk.II : version chasseur-bombardier (14 produits par Bristol et 300 par Hawker). 89 vendus à l'Inde et 24 au Pakistan après la guerre, et restant en service de première ligne dans les deux nations jusqu'en 1953.
- Tempest Mk.III et Mk.IV : prototypes équipés de moteur Griffon IIB et Griffon 61.
- Hawker Tempest PW2800 : Un prototype intérimaire du Tempest équipé du moteur en étoile Pratt & Whitney Twin Wasp. Cette version fut développée en raison du manque de fiabilité du moteur Sabre et de l'indisponibilité du Bristol Centaurus[citation nécessaire].
- Hawker Tempest Mk.VI : Hawker Tempest V équipé d'un moteur Napier Sabre V de 2340 ch, utilisant un radiateur plus grand sous le moteur. 142 construits par Hawker, le premier prototype étant une conversion du prototype original du Hawker Tempest V (HM595).
- Hawker Fury et Hawker Sea Fury : Version réduite et allégée du Tempest Mk.II. Surtout utilisée dans sa version navalisée (Sea Fury) durant la guerre de Corée. À ne pas confondre avec le chasseur biplan Fury du même constructeur équipant la RAF des années 1930.